# Mödringbergzug
Als Mödringbergzug wird jener Kärntner Gebirgszug benannt, der das Gurk- und das Metnitztal trennt.
Er ist ein Bestandteil der Gurktaler Alpen und Ost-West verlaufend. Die Höhe des Gebirgszuges steigt von Ost nach West kontinuierlich an und erreicht bei den Dorferecken mit 1726 m seinen höchsten Punkt, der Mödringbergzug ist daher als Mittelgebirge einzustufen, da die Waldgrenze nicht überschritten wird.

## Geographie
Die östliche Begrenzung ist das untere Metnitztal zwischen Friesach und Zwischenwässern, der Einmündung der Metnitz in die Gurk.
Südlich schließt der Talboden der Gurk an, von dem dann bei Klein-Glödnitz das Glödnitztal nach Norden abzweigt, und so die westliche Begrenzung des Mödringbergzuges darstellt. Etwas östlich der Flattnitz entspringt die Metnitz, deren Lauf bis Friesach den nördlichen Rand darstellt.
Folgende Gemeinden haben Anteil an diesem Gebirgszug (im Uhrzeigersinn): Metnitz, Friesach, Micheldorf, Straßburg, Gurk, Weitensfeld und Glödnitz.

## Verkehr

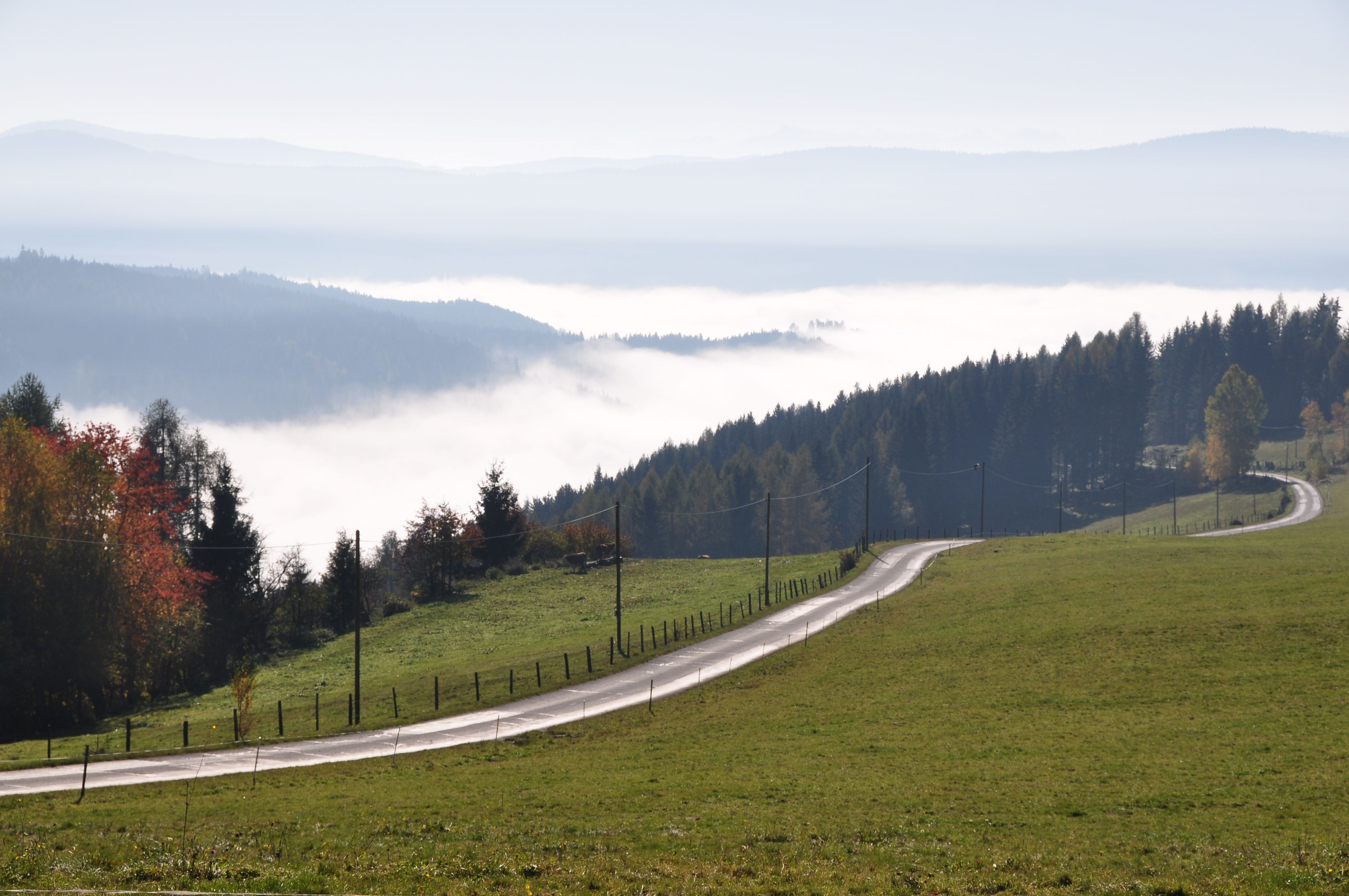
Fahrweg bei Weitensfeld Ading

Über den Mödringbergzug gibt es nur einen für den öffentlichen Verkehr bestimmten Übergang, nämlich über die 1174 m hohe Prekova (die Kärntner Landesstraße L62c). Diese verbindet Feistritz bzw. Grades im Norden mit Straßburg im Süden.

## Geologie

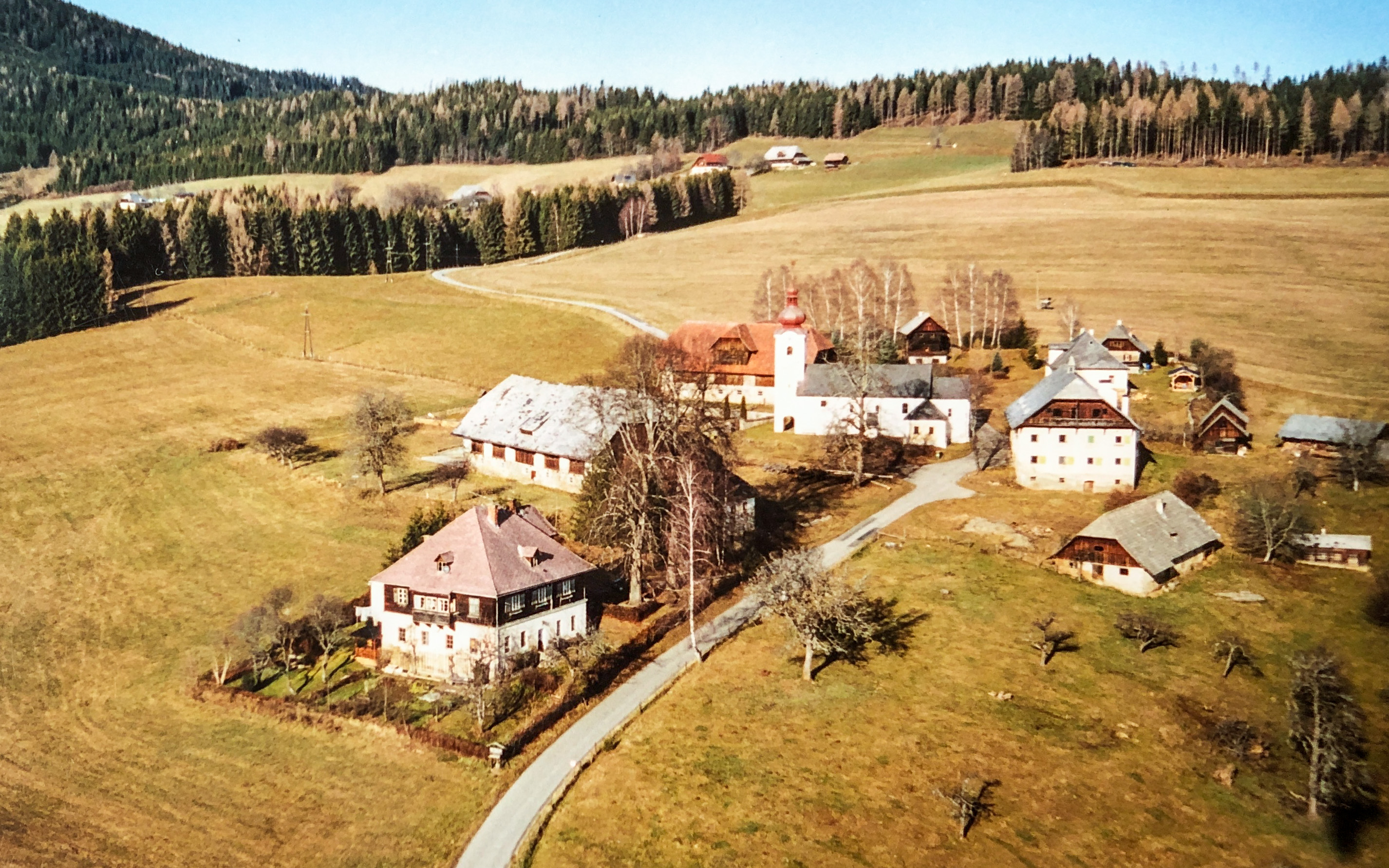
St. Jakob ob Gurk

Die Gurktaler Alpen bestehen im Wesentlichen aus drei Tektonische Decken: zu tiefst die „Glimmerschiefer-Decke“, darüber die „Murau-Decke“ und oben die „Stolzalpen-Decke“. Die tiefste dieser Decken besteht in erster Linie aus Granatglimmerschiefern, die mittlere aus „Grünschiefern“ (umgewandelte vulkanische Gesteine), „Phyllite“ (umgewandelte tonige Ablagerungen) und Marmoren (umgewandelte Kalke), alles ursprünglich etwa 500 bis 400 Millionen Jahre alte Bildungen. Die höchste, die oberste Decke, die Stolzalpen-Decke, besteht aus ursprünglich etwa gleich alten Gesteinen, die aber weniger stark umgewandelt sind und die heute als Tonschiefer, „Meta-Vulkanite“ und Kalke vorliegen.
Die Gesteine der „Glimmerschiefer-Decke“ (auch „diaphthoritische Glimmerschiefer“) treten z. B. in der nächsten Umgebung von Straßburg auf und erstrecken sich von da bis in die Nähe von St. Jakob ob Gurk, nämlich in die tiefsten Lagen von Schneßnitz (Solderniggraben, Höfe vulgo Gerolter und Tschnutnig). Die Gesteine der höchsten Decke, der Stolzalpen-Decke treten z. B. bei Weitensfeld auf (nördlich, westlich und südlich davon) und kommen im Osten bis zum Holzerriegel bei Zweinitz vor.
Die Gesteine von St. Jakob und seiner nächsten Umgebung gehören der „Murau-Decke“ an. Es sind in erster Linie Grünschiefer und Phyllite, letztere ziemlich dunkel, ja schwarz, sog. Graphitphyllite. Einen Großteil der Flächen in und um St. Jakob nehmen „ganz junge“ (jünger als 1 Mill. Jahre) Verwitterungsbildungen und Schuttbedeckungen ein.